# Manifestations contre la corruption depuis 2017 en Roumanie
Les manifestations contre la corruption depuis 2017 en Roumanie ont été déclenchées le 22 janvier 2017 et se succèdent depuis,, contre l'introduction d'un décret modifiant le Code pénal et facilitant les amnisties et les grâces, notamment en cas d'abus de pouvoir, initié par le ministre de la justice Florin Iordache. 
La signature de ce décret le 31 janvier 2017, fit descendre dans la rue, durant la première semaine de février 2017, plusieurs centaines de milliers de personnes refusant cette politique complaisante envers la corruption des oligarques, et exaspérées par la volonté de ne pas poursuivre le dirigeant du PSD (principal parti issu de la nomenklatura), Liviu Dragnea, alors poursuivi pour emplois fictifs. Le président Klaus Iohannis soutient publiquement les manifestants. Florin Jianu, ministre de l'Économie et des Entreprises, démissionne. 
À la suite de ces protestations, le gouvernement, dirigé par Sorin Grindeanu, annule le décret le 4 février et le 9 février Florin Iordache démissionne à son tour,, mais cherche désormais, en profitant de la majorité parlementaire du PSD et de ses alliés, à multiplier les amendements visant à prescrire ou amnistier une par une les procédures en cours ; la succession de Florin Iordache est assurée par Ana Birchall qui annonce qu'elle n'empêchera pas la lutte anti-corruption mais que le gouvernement ne renoncera pas à modifier le Code pénal.

## Contexte
En Roumanie, la démocratie est de type parlementaire semi-présidentiel : le président nomme le Premier ministre qui forme le gouvernement, mais tout doit être approuvé par le Parlement qui a le dernier mot. Après l'effondrement de la dictature, la nomenklatura des apparatchiks, devenus des oligarques dans la nouvelle économie de marché, n'a jamais perdu le pouvoir économique ni la majorité ou une forte influence parlementaire, même dans les brèves périodes (1996-2000 et depuis 2014) où la présidence a été assurée par des candidats de l'opposition issue de la dissidence. Il n'y a jamais eu de lustration (écarter des responsabilités quiconque s’est compromis avec la dictature) et le Front de salut national fondé par l’ex-communiste Ion Iliescu s'est transformé en un parti social-démocrate qui applique une politique économique libérale (larges privatisations, indépendance de la Banque centrale), se rapproche fortement de l’OTAN et de l’Union européenne, mais oublie la composante sociale. Cela paupérise une partie de la population : la corruption rampante provoque la colère et le désespoir des couches populaires et l’adhésion en janvier 2007 à l’Union européenne n'empêche pas la Roumanie d'être touchée de plein fouet par la crise financière des années 2010, même si les médias occidentaux ne lui accordent pas la même attention qu’à la Grèce. Les mesures drastiques d’austérité (réduction des salaires de 25 %, réduction de 20 % des retraites déjà très faibles, passage de la TVA de 19 % à 24 %, augmentation de toutes les taxes et impôts, licenciement sans indemnité de 200 000 fonctionnaires) mènent à l’élection présidentielle roumaine de 2014 de l'opposant Klaus Iohannis, mais le social-démocrate  Victor Ponta, ayant la majorité au Parlement, garde la direction du gouvernement jusqu'à ce que les manifestations contre la corruption l'obligent, déjà en novembre 2015, à démissionner en faveur de Liviu Dragnea puis du gouvernement Grindeanu qui poursuivent la même politique.